# Lobos de allende la frontera
Lobos de allende la frontera (titulado originalmente en inglés Wolves Beyond the Border) es un relato póstumo e inacabado que el escritor estadounidense Robert E. Howard escribió en 1935 bajo la forma de dos borradores incompletos.

## Historia editorial
Inicialmente Howard había concebido este proyecto como uno de los relatos de su personaje Conan el Bárbaro, pero distinguiéndolo de todos los demás, pues en este no sólo la historia está narrada en primera persona por otro personaje sino que además Conan aparece sólo mencionado, sin tomar parte directa en la acción. La historia fue terminada por Lyon Sprague de Camp en un relato completo aunque apócrifo, publicado por primera vez en 1967 en el compendio de relatos Conan the Usurper (Conan el Usurpador), de la editorial Lancer Books, para el que Sprague de Camp conservó el título atribuido por Howard: Wolves Beyond the Border. La primera publicación fidedigna de los dos fragmentos inconclusos dejados por Howard vio la luz en el segundo volumen de la primera edición crítica en tres volúmenes de los relatos de Conan, en 2004, por la editorial británica Wandering Star Books. Ese volumen fue traducido al castellano en 2005 por la editorial timunmas, que también comercializó una versión en seis volúmenes en rústica (con Lobos de allende la frontera en el quinto volumen).

## Trama
Ambientada en la época de la conquista de Aquilonia por Conan, el prólogo y la historia nos refieren las continuas batallas entre los ejércitos de Conan y del rey Numedides. Sin embargo, los pictos ven una oportunidad.
Contada por un guarda fronterizo y correo forestal llamado el hijo de Hagar Gault, éste es testigo de una ceremonia picta secreta llevada a cabo por Tenayoga, un chamán picto, y presenciada por un aquilonio.
Gault huye a Fort Kwanyara, de allí a la ciudad de Schondara donde se encuentra con un viejo amigo, intercambia noticias sobre la rebelión de Conan y le comunica a su amigo que su provincia de Thandara se declara a favor de Conan. Luego ve al hiborio que presencio la ceremonia picta y se entera de que es Lord Valeriano, el señor aquilonio de Schondara. Lo acusa y prueba que sus acusacones son ciertas y Valeriano es encarcelado pero se escapa con la ayuda de su amante picta.
Gault escapa del ataque de un chacán, un mono gigante y con los demás, sigue a Valeriano hasta una cabaña donde ven su reunión con el viejo chamán y una banda de guardias gundereses. Los líderes de cuatro tribus de los pictos planean reunirse y consultar con un mago en el pantano. Gault, Hakon y sus guardas atacan la cabaña prendiéndole fuego. Los dos rastrean a los que escaparon a la carnicería de la reunión del pantano y son capturados.
Las tribus acuerdan atacar Schondara y parten, dejando a los cautivos atados a estacas. Gault escapa a sus ligaduras, mata al mago ligurino y la pareja llega justo a tiempo para sabotear el asalto picto y ser aclamados como héroes

## Adaptaciones
Wolves Beyond the Border fue adaptado a historieta por Roy Thomas y Ernie Chan en el número 59 (diciembre de 1980) de la colección La espada salvaje de Conan (Marvel Comics, The Savage Sword of Conan #59). Hasta la fecha esta historieta se ha quedado inédita en lengua española.